# Rudolf Bosenius
Rudolf Bosenius (* 9. Oktober 1888 in Witten; † 5. Februar 1960 in Quakenbrück) war ein deutscher Pionier der Luftfahrt und gründete auf dem Flugplatz Wanne-Herten die erste rheinisch-westfälische Flugschule.

## Leben und Wirken
Rudolf Bosenius wurde 1888 in Witten in der preußischen Provinz Westfalen geboren. In seiner Jugend beschäftigte er sich dem Modellflugbau und versuchte sich schon 1909 im Bau eines Gleitflugzeuges. Allgemein steckte die Luftfahrttechnik noch in den Kinderschuhen und Bosenius beschloss, sich diesem Gebiet ganz zu widmen. Der Bau und das eigenständige Erproben der Fluggeräte gingen anfangs noch Hand in Hand und in Frankfurt am Main baute Bosenius eine Reihe eigener Maschinen. 
Im Jahre 1911 besuchte Bosenius den Flugplatz Holten mit einem Doppeldecker mit 50-PS-Motor, der allerdings aufgrund von  Defekten ein „Hochkommen“ verhinderte, wobei angekündigt wurde, dass er im selben Jahr mit „drei eigenen Apparaten“ wiederkommen werde. Später flog Bosenius hauptsächlich von Hans Grade konstruierte Flugzeuge. Im 1942 von Richard Dietrich bei Bertelsmann veröffentlichten Buch Im Flug über ein halbes Jahrhundert wird Bosenius als einer der Piloten aufgeführt, „die sich schon vor 1913 auf der Grade-Maschine ... einen Namen machten“.
Am 13. April 1912 bestand Bosenius die Pilotenprüfung auf dem Flugfeld Bork bei Berlin mit Auszeichnung und erhielt das Flugführerzeugnis und galt wegen dieses frühen Datums später als Alter Adler. Schon vor der Prüfung nahm Bosenius an Flugveranstaltungen teil und organisierte solches Schaufliegen auch selbst, was seinerzeit als Aufsehen erregende Neuigkeit galt und wovon überregional berichtet wurde. Ein Höhepunkt war die von ihm und einer Lokalzeitung organisierte Flugschau am 4. April 1912 auf dem Quakenbrücker Rennplatz mit sechstausend Zuschauern. Geboten wurden: „Demonstrationsflüge, Geschicklichkeits- und Kunstflüge, Schleifenflüge (Achten usw.), ein Dauerflug, ein Höhenflug sowie Landung im Gleitfluge mit abgestelltem Moter“. Bei diesen Flügen der Pionierzeit musste Bosenius seine Maschine noch ohne Fluginstrumente, also ganz nach der menschlichen Einschätzung und dem Gefühl steuern. Ebenfalls in Quakenbrück überstand Bosenius 1912 einen Absturz unverletzt. Auf dem 1912 in Herten angelegten „Flugplatz Wanne-Herten“ gründete Bosenius die erste rheinisch-westfälische Flugschule. Dieser Flugplatz war später kurze Zeit nach Bosenius benannt.
Bei der „Fliegerschule Bosenius“ hatte im Februar 1913 der Alte Adler Wilhelm Bramhoff die meisten Flüge zu verzeichnen und im März 1913 erfüllte in der „Fliegerschule Bosenius“ der Alte Adler Kohnert, genannt Niehaus, die Fliegerprüfung.
Im Ersten Weltkrieg diente Bosenius ab 1914 als Pilot in den deutschen Luftstreitkräften an der Westfront. Als im März 1915 die Luftstreitkräfte professionalisiert wurden und der Posten „Chef des Flugwesens“ entstand, auch mit der Aufgabe die Ausbildung neu zu organisieren, wurde Bosenius von der Front an die 1914 gegründete „Fliegerschule Köslin“ als Fluglehrer abkommandiert, wo er auch im Jahre 1916 noch lehrte. Es folgten Wechsel an die Fliegerschule in Graudenz, dann an die Fliegerschule Posen und schließlich an eine Fliegerschule beim Flugplatz Johannisthal in Berlin, wo er bis Kriegsende blieb.
Auch nach dem Ersten Weltkrieg arbeitete Bosenius als Fluglehrer, bekannt sind Stationen in Dortmund, Paderborn und Werl. Im Jahre 1937 schied Bosenius aus der Luftwaffe aus aufgrund einer für Flieger neu erlassenen Altersbeschränkung auf 35 Jahre. Im Zweiten Weltkrieg meldete Bosenius sich freiwillig und wurde zeitweilig in Norwegen und Finnland eingesetzt. Ende 1944 meldete Bosenius sich erneut freiwillig zur Infanterie an die Westfront und geriet in amerikanische Gefangenschaft.
Nach dem Krieg kehrte er 1946 in seine Heimat zurück und privatisierte, indem er „sich den vielfältigen Aufgaben des öffentlichen Lebens in Quakenbrück zur Verfügung stellte“. Dort machte sich Bosenius vor allem verdient ab 1954 beim lokalen Aufbau des Technischen Hilfswerkes.

## Nachlass
Der Nachlass von Rudolf Bosenius wird im Stadtarchiv Herne aufbewahrt.